# Mýdelník (rod)
Mýdelník (Sapindus) je rod pěti až dvanácti druhů statných stromů nebo řidčeji keřů z čeledi mýdelníkovité (Sapindaceae), jejichž domovinou jsou teplé až tropické oblasti všech světadílů. Rod obsahuje jak opadavé, tak stálezelené druhy.

## Popis
Mýdelník je, v závislosti na druhu, vysoký až 20 m, stálezelený nebo opadavý, kmen mívá šupinatou borku od šedavě hnědé po černo hnědou barvu. Listy má dlouhé až 30 cm, jsou střídavé, lichozpeřené, sudozpeřené nebo jednoduché a některé mají řapíky o délce až 50 cm. Lístky celistvé, vstřícné nebo střídavé o různém počtu. Květ je malý s 5 korunními a 4 až 5 kališními lístky, s 8 až 10 tyčinkami. Květy jsou barvy bílé až nažloutlé. Jsou uspořádány v úžlabních nebo vrcholových latách až 30 cm dlouhých.
Plody jsou masité, žluto až červeno oranžové, poloprůhledné peckovice kulovitého tvaru o průměru cca 2,5 cm. Obsahují tmavohnědé nebo černé lesklé semeno s tvrdým osemením. Plody se objeví v červenci a srpnu a zrají asi 4 měsíce. Ozdobné plody zůstanou po dozrání na stromě další měsíc.
Počet druhů rodu Sapindus je mezi jednotlivými autory nesjednocen. Zde je jedna z používaných variant:[zdroj?]

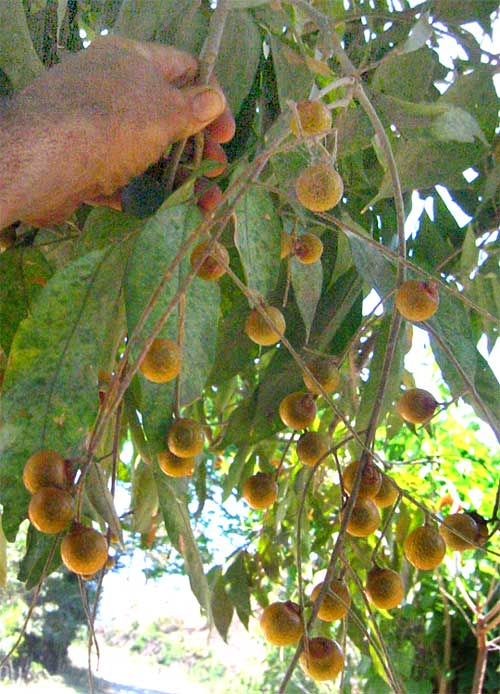
Dozrávající plody

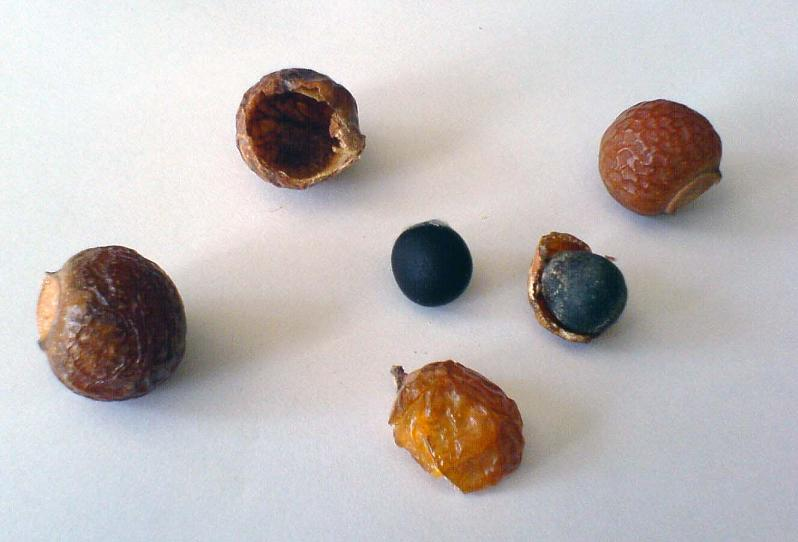
Zralé plody

## Použití
Mýdelníky se již od starověku pěstují pro své plody, které obsahují velké množství saponinu. Ten je obsažen nejen v plodech, ale v menším množství v celé rostlině, která si ho vyrábí pro svou ochranu proti živočišným škůdcům.
Výrobci a distributoři mýdlových ořechů o nich tvrdí, že je lze použít i v pračkách při tzv. ekologického praní, při kterém se usušené skořápky, pod obchodním názvem mýdlové ořechy, vloží zabalené v plátěném sáčku do pračky a prádlo se pere bez přídavku průmyslových saponátů, po vyprání není nutná aviváž. Nezávislý test ale ukázal, že v porovnání s běžnými pracími „nemají žádný nebo jen minimální prací účinek“. Výsledek praní s mýdlovými ořechy je „přibližně stejný jako při praní v čisté vodě o teplotě 40 °C“. Navíc je diskutabilní, zda lze vůbec ořechy zařadit mezi ekologické, protože se dovážejí až z indického subkontinentu.
Plodů se také využívá v domorodém lékařství při nachlazení, epilepsií, zácpě, bolesti žaludku a pro usnadnění vykašlávání. V severoindickém státě Uttarpradéš vyrábějí z plodů i antikoncepční přípravek.